# 大果巴戟
大果巴戟（学名：Morinda cochinchinensis）为茜草科巴戟天属下的一个种。

## 扩展阅读
- 維基物種上的相關：大果巴戟